# José Lladó Vallés
José Lladó Vallés († 9 d'octubre de 1933) fou un advocat i polític gallec. Fill de catalans i resident a Astúries, va obtenir plaça per oposició com a lletrat del Consell d'Estat i va ser director general d'Administració i oficial del Consell d'Estat. En 1923 va ser nomenat Fiscal del Tribunal Suprem d'Espanya.
Fou diputat pel districte de Quiroga (província de Lugo) pel Partit Liberal a les eleccions de 1916, i fou nomenat Director General d'Administració i oficial del Consell d'Estat. A les eleccions de 1918, 1919, 1920 i 1923 fou reescollit diputat pel sector romanonista.
A les eleccions generals espanyoles de 1931 fou elegit diputat per la província de Lugo en una candidatura independent, i va ocupar l'escó fins a la seva mort.
Es va casar amb Matilde Sánchez-Blanco i va tenir tres fills: Matilde, María i Juan Lladó Sánchez-Blanco, qui també fou lletrat del Consell d'Estat, president del Banco Urquijo i pare de José Lladó Fernández-Urrutia.